# Mar del Norte
El mar del Norte es un mar marginal del océano Atlántico, situado entre las costas de Noruega y Dinamarca al este, las de las islas británicas al oeste y las de Alemania, los Países Bajos, Bélgica y Francia al sur. El Skagerrak constituye una especie de bahía al este del mar, la cual lo conecta con el mar Báltico a través del Kattegat; también está conectado con el Báltico mediante el canal de Kiel. El canal de la Mancha lo conecta al resto del Atlántico por el sur, mientras que por el norte conecta a través del mar de Noruega, que es el nombre que adopta el mar al norte de las islas Shetland.
Las mareas son bastante irregulares ya que confluyen en él una corriente proveniente del norte y otra del sur. Hay mucha lluvia y niebla durante todo el año, y del noroeste vienen violentas tormentas que hacen la navegación peligrosa.
Tiene una superficie de unos 750 000 km², una longitud aproximada de 960 km y una anchura máxima de 480 km. Es un mar muy poco profundo, con una profundidad media de 95 metros: el hecho que en el banco Dogger, en medio del mar y a una profundidad de unos 25 metros, se hayan encontrado restos de mamuts prueba que durante la última glaciación o bien estaba cubierto de hielo o bien estaba emergido. Con el deshielo, el banco se convirtió en una especie de último reducto en forma de isla.
Durante la Edad Antigua este mar se conocía como Oceanum o Mare Germanicum. El nombre actual se cree que surgió desde el punto de vista de las islas Frisias, desde donde quedaba totalmente al norte, y por oposición al mar del Sur (el mar de Frisia y el Zuiderzee, en los Países Bajos). A la larga, el nombre actual se acabó imponiendo, de manera que ya era predominante durante la Edad Moderna. En la citada Edad Moderna fue común llamar mar del Norte o mar del Nord a todo el océano Atlántico, siendo por contrapartida llamado «Mar del Sur» o «Mar del Sud» todo el océano Pacífico.
Según las lenguas oficiales de los estados que lo rodean, se denomina Mer du Nord, en francés; Noordzee, en neerlandés; Nordsee, en alemán; Nordsjön, en sueco; Nordsøen, en danés; Nordsjøen, en noruego; y North Sea en inglés. En frisón se dice Noardsee y en gaélico escocés A' Mhuir en Tuath.
Tiene importantes yacimientos de petróleo y gas natural, los cuales comenzaron a explotarse en la década de 1970.

## Delimitación de la IHO
La máxima autoridad internacional en materia de delimitación de mares, la Organización Hidrográfica Internacional («International Hydrographic Organization, IHO), considera el mar del Norte como un mar. En su publicación de referencia mundial, «Limits of oceans and seas» (Límites de océanos y mares, 3.ª edición de 1953), le asigna el número de identificación 4 y lo define de la forma siguiente:

En el suroeste. Una línea que une el faro de Walde (Francia, 1°55'E) y el punto Leathercoat (Inglaterra, 51°10'N).
 En el noroeste. Desde Dunnet Head (3°22'W) en Escocia hasta Tor Ness (58°47'N) en la isla de Hoy, y desde allí a través de esta isla a la Kame de Hoy (58°55'N) en Breck Ness, en Mainland (58°58'N), a través de esta isla a  Costa Head (3°14'W) y a Inga Ness (59'17'N) en Westray, a través de Westray, a Bow Head, a través de Mull Head (punto norte de Papa Westray) y al Seal Skerry (punto norte de North Ronaldsay) y de allí a  la isla Horse (punto sur de las islas Shetland).
En el norte. Desde el punto Norte (Punto Fethaland) de Mainland de las islas Shetland, a través de Graveland Ness (60°39'N) en la isla de Yell, a través de Yell hasta Gloup Ness (1°04'W) y a través de Spoo Ness (60°45'N) en la isla Unst, a través de Unst hasta Herma Ness (60°51'N), hasta el punto SO de los Rumblings y a Muckle Flugga (60°51′N 0°53′W) todos estos deben de ser incluidos en la zona del mar del Norte; y desde allí remontando el meridiano de 0°53'O  hasta el paralelo de 61°00' Norte y hacia el este siguiendo dicho paralelo hasta la costa de Noruega, siendo el conjunto del Banco Vikingo incluidos en el mar del Norte.
En el este. El límite occidental del Skagerrak [Una línea que une Hanstholm (57°07'N 83°6'E) y el Naze (Lindesnes, 58°N 7°E)].
Limits of oceans and seas, pág. 10.

## Nombre
Durante la Edad Antigua este mar se conocía como Oceanum o Mare Germanicum. El nombre actual se cree que surgió desde el punto de vista de las Islas Frisias, desde donde quedaba totalmente al norte, y por oposición al mar del Sur (actualmente mar de Wadden, en los Países Bajos). A la larga, el nombre actual se acabó imponiendo, de forma que ya era predominante durante la Edad Moderna.
Según las lenguas oficiales de los estados que lo rodean, es denominado Mer du Nord en francés, Noordzee en neerlandés, Nordsee en alemán, Nordsøen en danés, Nordsjøen en noruego y North Sea en inglés. En frisón occidental se dice Noardsee, en frisón oriental se dice Noudsee, en frisón septentrional Weestsiie (el mar Occidental) y en gaélico escocés A' Mhuir a Tuath.
Uno de los primeros nombres que se recogen es el de "Septentrionalis Oceanus", o "Océano norteño", que fue citado por Plinio. Aun así, los celtas que vivían a lo largo de su costa se referían cómo el “Morimaru”, o el "mar muerto", que también fue adoptado por los pueblos germánicos, resultando en “Morimarusa”. Este nombre se refiere a la "agua muerta" o franjas resultantes de una capa de agua dulce que reponía a la parte superior de una capa de agua salada hecho que resultaba una agua de aspecto muy tranquilo. La referencia a este mismo fenómeno se prolongó en la Edad Media, por ejemplo, “giliberōt” del alto alemán antiguo o en neerlandés medio “lebermer” o “libersee”.
Otros nombres comunes en el uso durante largos periodos fueron los términos latinos Mare Frisicum y Mare Germanicum (u Oceanus Germanicus), así como sus equivalentes en otros idiomas.

## Geografía

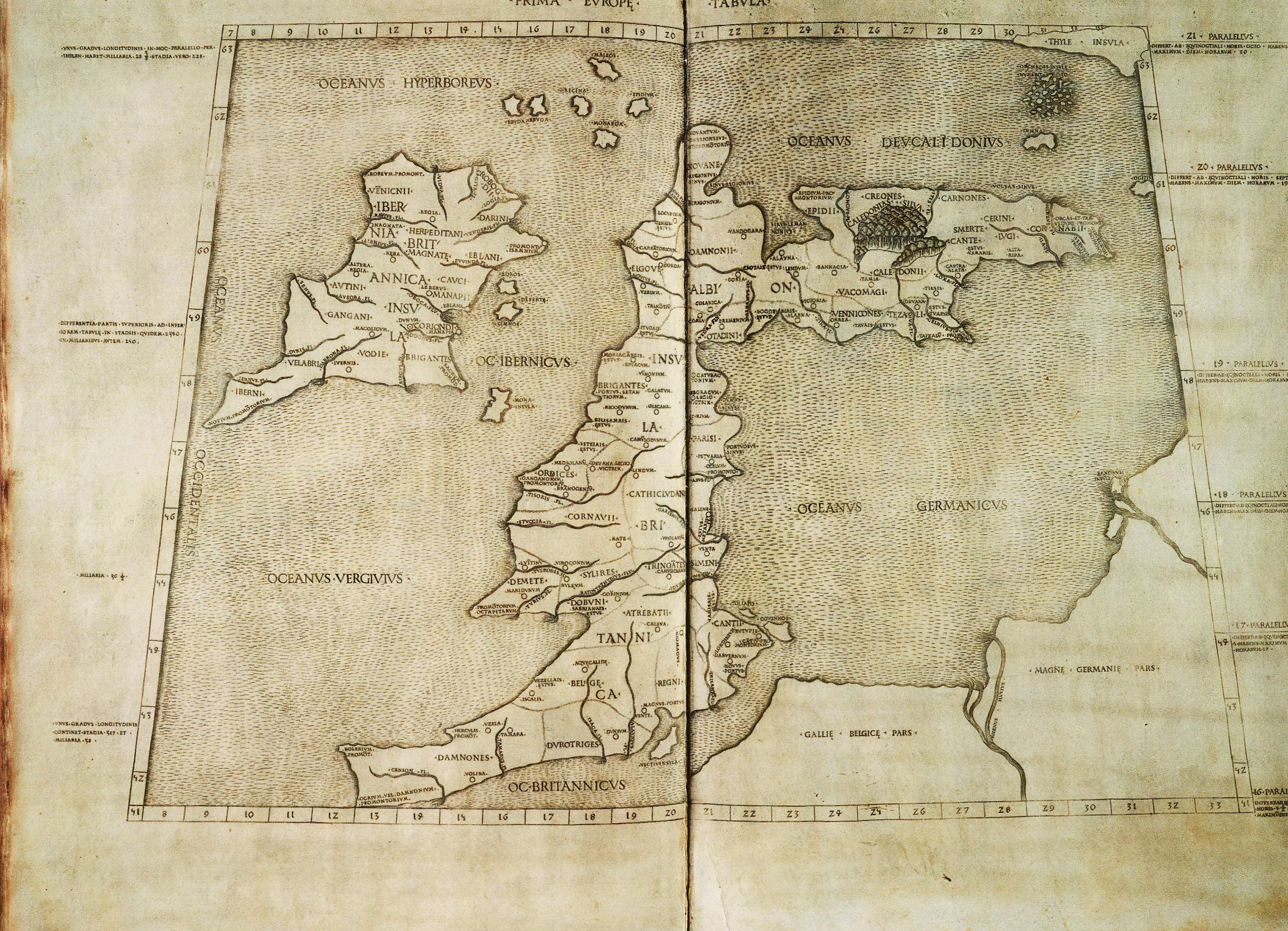
Una recreación de 1490 de un mapa de la Geografía de Ptolomeo con la denominación de "Oceanus Germanicus"

El mar del Norte está delimitado, en la parte occidental, por las islas Orcadas y la costa este de Inglaterra y Escocia, en la parte oriental por el extremo sur-occidental de la península de Escandinavia y el oeste de Jutlandia (litoral noruego y danés, respectivamente) y al sur por la costa occidental de Alemania, el litoral de los Países Bajos y Bélgica y del extremo norte de Francia hasta el canal de la Mancha. Al suroeste, más allá del estrecho de Dover o de Calais, el mar del Norte se convierte en el canal de la Mancha, conexión con el océano Atlántico. Al este, se conecta con el mar Báltico a través del Skagerrak y Kattegat, dos estrechos que separan Dinamarca de Noruega y Suecia, respectivamente. Al norte está bordeado por las Shetland y se conecta con el mar de Noruega, que se encuentra al extremo  nororiental del Atlántico.
Se extiende a lo largo de 970 kilómetros y tiene una anchura de 580 kilómetros, ocupa una superficie de 750 000 kilómetros cuadrados y un volumen de 94 000 kilómetros cúbicos. Todo alrededor del litoral del mar del Norte hay islas y archipiélagos importantes, como por ejemplo las islas Shetland, las Orcadas y las islas Frisias. El mar del Norte recibe agua dulce proveniente de una serie de cuencas continentales europeas, así como de las cuencas hidrográficas de las islas británicas. También va a parar el agua del mar Báltico, donde desembocan también una gran cantidad de ríos, por lo cual se trata de una mar con poca salinidad. Los ríos principales que desaguan al mar del Norte son el Elba, el Rin y el Mosa. La cuenca del Elba drena una superficie de 149 000 kilómetros cuadrados, que incluye 18 ciudades y sus afluentes. El delta del Rin-Mosa recibe las descargas de agua de una superficie de 199 000 kilómetros cuadrados, donde se encuentran 68 ciudades. Alrededor de 184 millones de personas viven en la cuenca de los ríos que fluyen hacia el mar del Norte. Esta área contiene densas concentraciones industriales.

### Profundidad
Hacia el norte a partir de latitud norte 53 ° 24', de una manera general, el fondo del mar del Norte 	
desciende en forma inadecuada. Al sur, se inclina hacia el paso de Calais.
En su mayor parte, el mar del Norte se encuentra a la plataforma continental europea, con una profundidad mediana de 90 metros; tiene pocas zonas más profundas de 100 metros. La única excepción es la zanja de Noruega, que se extiende paralela a la costa de Noruega desde Oslo hasta una zona al norte de Bergen. Tiene entre 20 y 30 kilómetros de amplitud, con unos 300 metros de profundidad ante Bergen, y una profundidad máxima de 725 metros en Skagerrak. Al este de la Gran Bretaña, el banco Dogger, una meseta que proviene de una grande morrena del periodo glacial, producto de la acumulación de escombros de glaciares no consolidados, se eleva entre 15 y 30 metros por debajo de la superficie del mar. Esta característica ha producido una zona muy rica para la pesca.
Long Forties y Broad Fourteens son áreas que reciben los nombres por la profundidad que hay medida en brazas; cuarenta brazas y catorce brazas o 73 y 26 metros de profundidad, respectivamente. Estos grandes bancos y otros similares hacen del mar del Norte unas zonas especialmente peligrosas para navegar, que ha sido aliviada por la aplicación de los nuevos sistemas de navegación por satélite.
También hay grandes profundidades en la parte occidental del mar del Norte, como por ejemplo el Agujero del Diablo a lo largo de Edimburgo, hasta 460 metros, y algunos fuera de la bahía de The Wash. Estos corredores podrían haber sido formados por los ríos durante la última glaciación. De hecho, en este momento de la glaciación, el nivel del mar del Norte era más bajo que el nivel actual (regresión marina). Los ríos entonces habrían erosionado ciertas partes entonces a cuerpo descubierto que el mar cubre la actualidad (transgresión marina). Lo más probable es que sean restos de la valle del túnel, manteniéndose abiertas para las corrientes de marea.

## Hidrología

### Temperatura y salinidad
La temperatura mediana en verano es de 17 °C y 6 °C en invierno. El cambio climático se ha atribuido a un aumento en la temperatura media del mar del Norte. Las temperaturas del aire en enero, de media se mueven en el rango de 0 a 4 °C y en julio, entre 13 y 18 °C. Durante los meses invernales son frecuentes los temporales y las tormentas.
Las medias de salinidad son entre 34 y 35 gramos de sal por litro de agua. La salinidad tiene una mayor variabilidad donde hay entradas de agua dulce, como en los estuarios del Rin y el Elba, la conexión con el mar Báltico, y a lo largo de la costa de Noruega.

### La circulación del agua y las mareas
La pauta principal para el flujo de agua al mar del Norte es un antigiro en sentido hacia la derecha a lo largo de las aceras. El mar del Norte es un brazo del océano Atlántico y recibe la mayoría de los corrientes oceánicas desde la apertura norteña-oeste y, en menor grado, una parte que proviene de la corriente cálida de la pequeña apertura del canal de la Mancha. Estas corrientes provienen de la costa de Noruega. Tanto las corrientes de aguas profundas como los de superficie se mueven en diferentes direcciones; las aguas costeras superficiales de baja salinidad se desplazan hacia el exterior, y las más profundas y densas con una alta salinidad se mueven hacia la costa.
El mar del Norte se encuentra dentro de la plataforma continental y tiene unos tipos de olas más diferentes que las de las aguas oceánicas de más profundidad. Las velocidades de las olas se ven disminuidas y las amplitudes de las olas aumentan. Al mar del Norte hay dos sistemas anfidrómicos y un tercer sistema anfidrómico incompleto. En el mar del Norte, la diferencia en la amplitud mediana de la marea es de entre 0 a 8 metros.

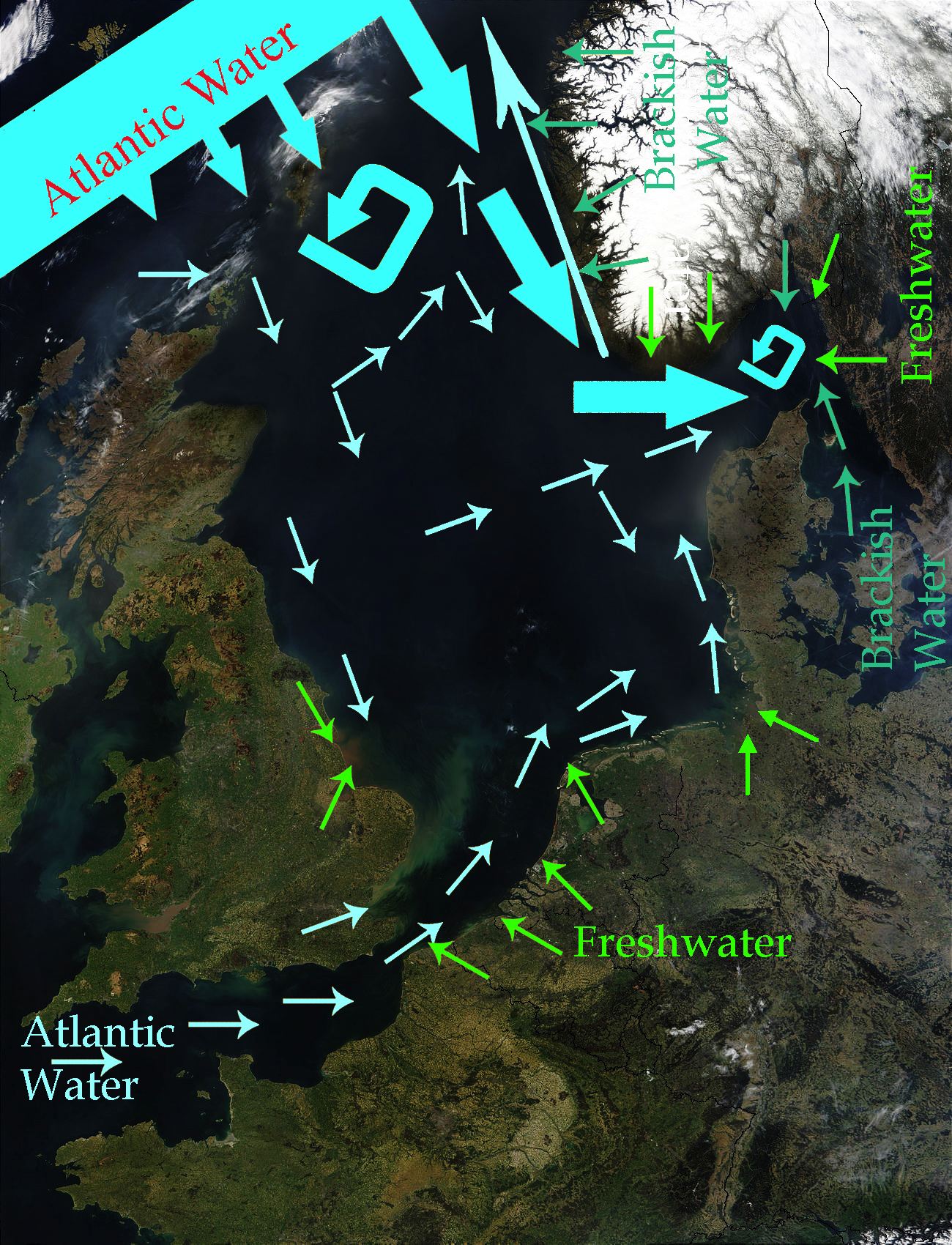
Las corrientes oceánicas entran principalmente desde el norte, desde la costa noruega

La marea Kelvin del océano Atlántico es una ola semidiurna que viaja hacia el norte. Parte de la energía de esta ola se propaga a través del canal de la Manguera hacia el mar del Norte. Posteriormente, la ola todavía viaja hacia el norte del océano Atlántico, y una vez pasadas las islas británicas, la ola Kelvin se desplaza hacia el este y al sur, y una vez más entra en el mar del Norte.

### Ríos
Los principales ríos que desembocan son:
- el Elba, de 1165 km de longitud, que desemboca en Cuxhaven (Alemania);
- el Weser, de 452 km, que desemboca en Bremerhaven (Alemania);
- el Ems, de 371 km,  que desemboca en Emden (Alemania);
- el Rin, de 1233 km, y el río Mosa, de 950 km, que desembocan en Róterdam (Países Bajos);
- el Escalda, de 355 km, que desemboca en Flesinga (Países Bajos);
- el Yser a Nieuwpoort (Bélgica)
- el Támesis, de 346 km, que desemboca en Southend-on-Sea (Gran Bretaña);
- el Humber en Kingston upon Hull (Inglaterra)
- el Trent, de 298 km, y el río Ouse, de 84 km, que desembocan en Kingston upon Hull (Gran Bretaña);
- el Tyne, de 321 km, que desemboca en South Shields (Gran Bretaña);
- el Forth, de 47 km, que desemboca en Stirling (Gran Bretaña);
- el Tay, de 188 km, que desemboca en Dundee (Gran Bretaña);

### Costas
Las costas este y oeste del mar del Norte son irregulares, formadas por los glaciares durante la época glacial. Las costas a lo largo de la parte sur están cubiertas con los restos de los sedimentos glaciales depositado. La llegada de las montañas de Noruega hasta a la orilla del mar, ha provocado la creación de profundos fiordos y archipiélagos. Al sur de Stavanger, la costa se suaviza y cada vez hay menos islas. La costa este de Escocia es bastante similar, aunque menos marcada que la de Noruega. Al nordeste de Inglaterra, los acantilados son de menos altitud y se componen de morrenas menos resistentes, lo que ha traído como consecuencia que la superficie se erosione más fácilmente, de forma que las costas tienen unos contornos más redondeados. En los Países Bajos, Bélgica y al este de Inglaterra (Ánglia del Este), el litoral es bajo y pantanoso. La costa este y el sudeste del mar del Norte, en el mar de Wadden, es principalmente arenosa y muy recta, particularmente en Bélgica y Dinamarca.

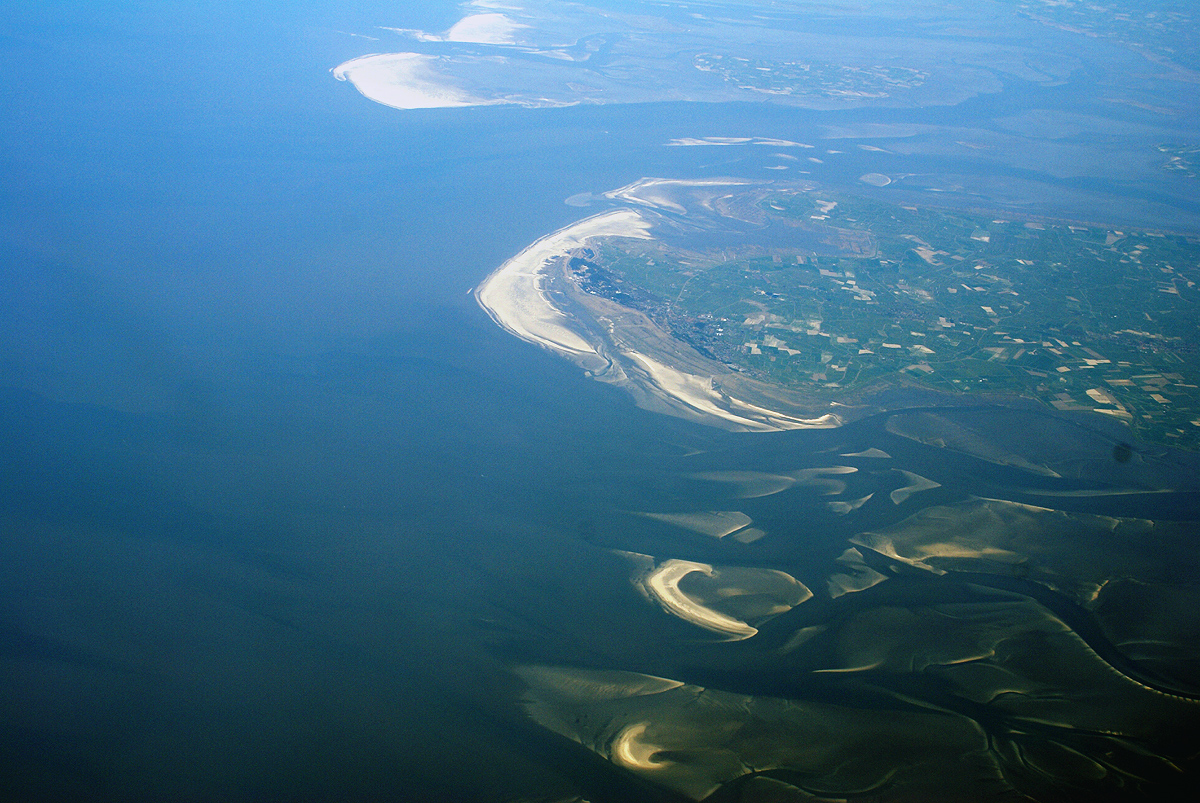
La costa alemana del mar del Norte

## Gestión de las costas

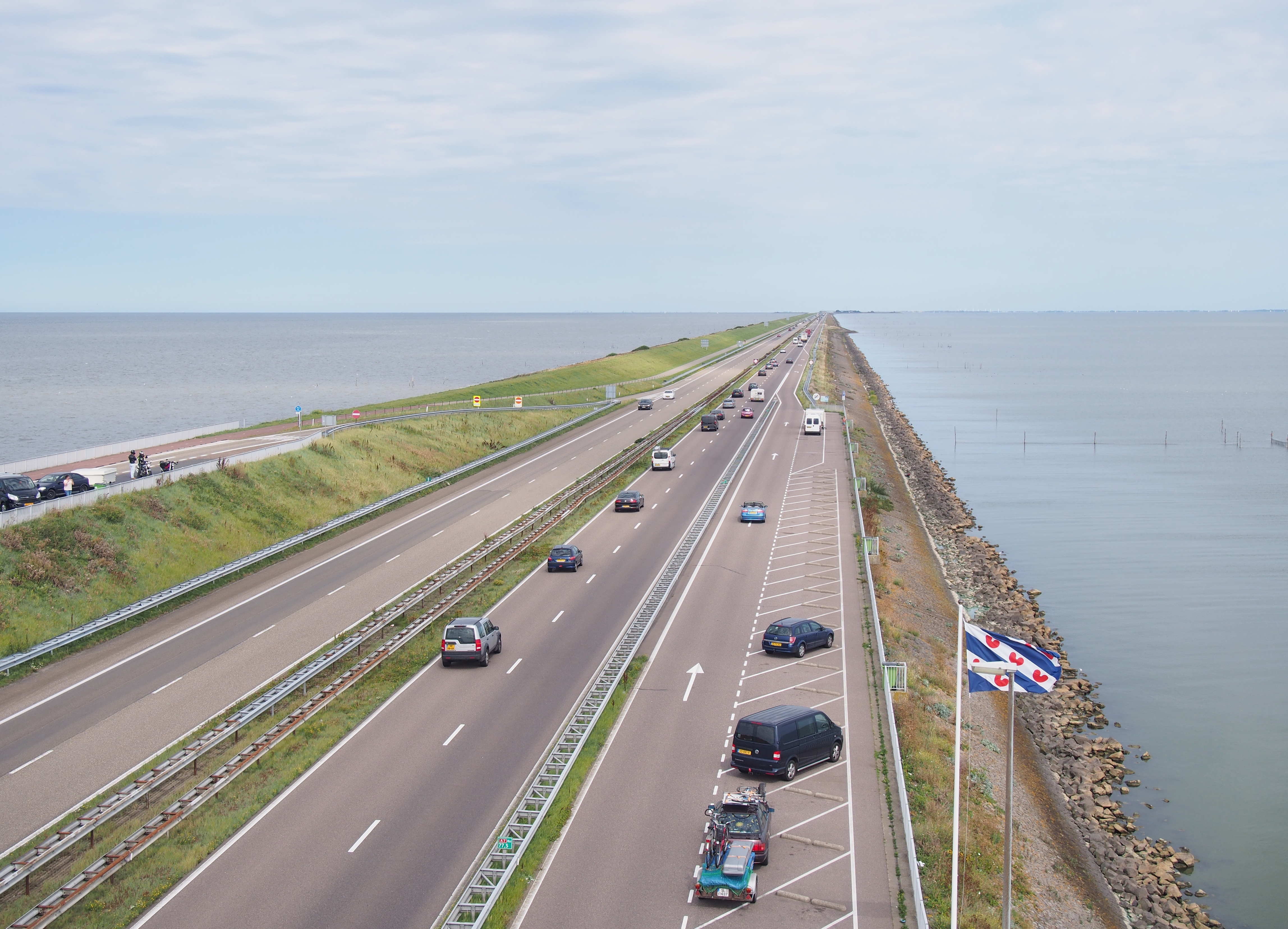
Afsluitdijk (dique de cierre) es un importante dique de los Países Bajos

Las zonas costeras del sur fueron originalmente planas de inundación y tierras pantanosas. En las zonas especialmente vulnerables a las mareas tempestuosas, la gente se asentó detrás de los diques de elevación y en espacios naturales con tierras altas, como por ejemplo cordones litorales y los geests. Ya en 500 aC, la gente realizaba la construcción de vivienda en cerros más altos artificiales para que la inundación no afectase. No fue hasta principios de la Edad Media, el 1200, que los habitantes empezaron a conectar los diques de una sola sortija en una línea de diques a lo largo de toda la costa, convirtiendo así a las regiones anfibias de tierra y mar en tierra firme permanente.
La forma moderna que ha complementado el desbordamiento de diques y canales de desvío lateral, empezaron a aparecer en los siglos XVII y XVIII, construido en los Países Bajos. Las inundaciones del mar del Norte del 1953 y 1962 fueron un impulso para la ulterior elevación de los diques, así como la reducción de la línea de la costa para presentar como la superficie lo menos posible el castigo de la mar y las tormentas. Actualmente, el 27% de los Países Bajos está por debajo del nivel del mar protegida por diques, dunas y apartamentos playeros.
La gestión costera se compone hoy de varios niveles. El dique pendiente reduce la energía de la mar de entrada, de forma que el dique no se le asigna el impacto. Diques que se encuentran directamente sobre el mar son especialmente reforzados. De los diques en los últimos años, se ha reforzado en repetidas ocasiones, a veces de hasta 9 metros y se han reducido para reducir más la erosión de las oleadas, donde las dunas son suficientes para proteger de la tierra detrás de ellos desde el mar, las dunas están plantadas con pasto de la playa para protegerlos de la erosión por el viento, el agua, y el tráfico de pie.

### Las mareas tempestuosas

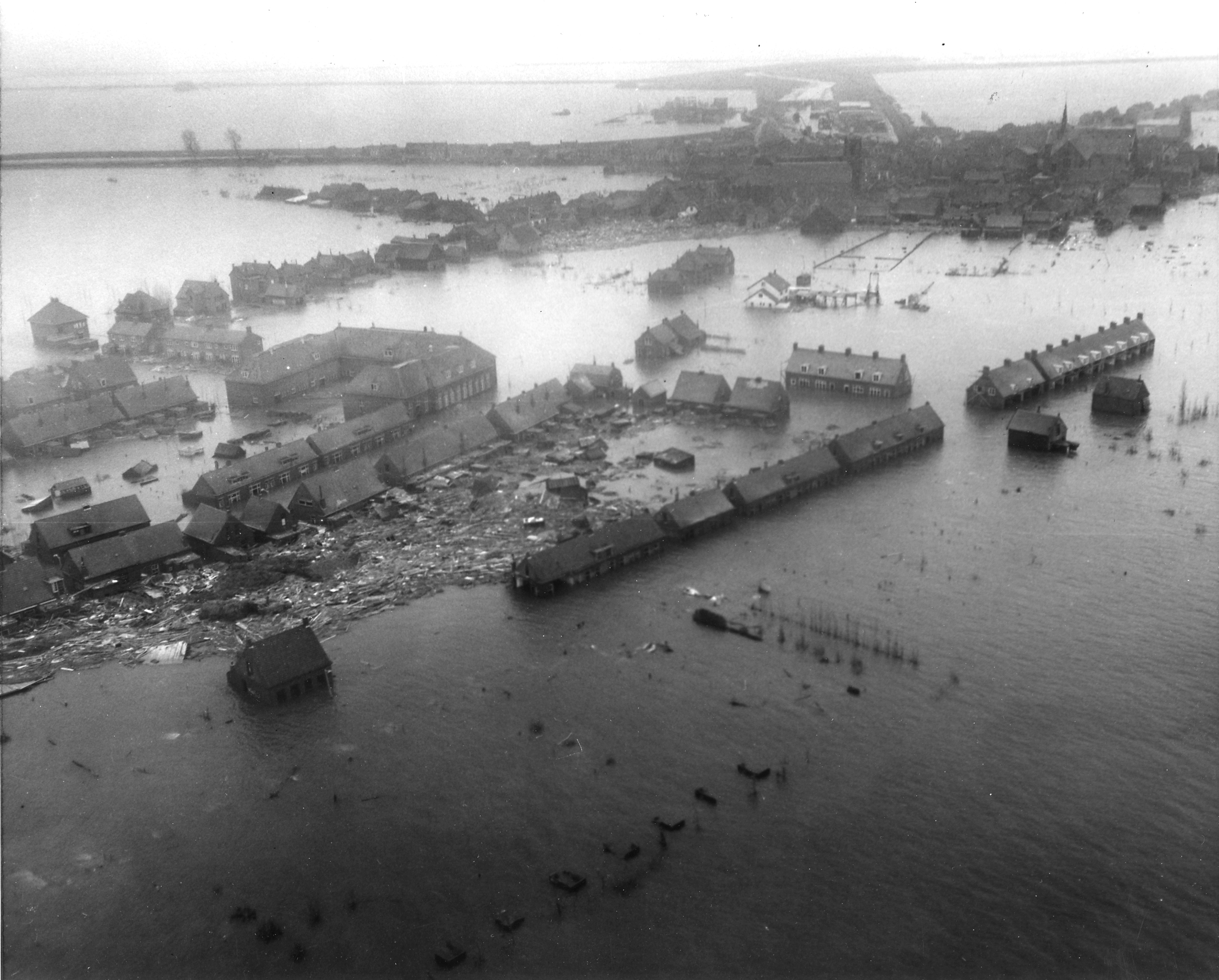
Zuid-Beveland, en la inundación del 1953

Las mareas tempestuosas tradicionalmente han amenazado, en particular, las costas de los Países Bajos, Bélgica, Alemania, y Dinamarca y zonas bajas del este de Inglaterra, en particular alrededor de The Wash y The Fens (los pantanos). Las mareas de tormenta son causados por cambios en la presión atmosférica en combinación con los fuertes vientos creados por la acción de las olas.
El primer registro que existe de una inundación por una marea tempestuosa fue la Julianenflut, que se produjo el 17 de febrero de 1164. Entre sus acciones, empezó a formarse la Jadebusen, una bahía de la costa de Alemania. El año 1228, se registró una gran marea tempestuosa que provocó la muerte de más de 100 000 personas. En 1362, la segunda Grote Manndränke golpeó la costa sur del mar del Norte. Las crónicas de la época hablan de más de 100 000 muertos, y una gran parte de la costa se perdió de forma permanente inundada por aguas del mar, incluida la legendaria ciudad perdida de Rungholt. Ya en el XX, las inundaciones del mar del Norte de 1953, devastaron varias costas de los países circundantes, con la muerte de más de 2 000 personas. Más adelante, en 1962, 315 ciudadanos de Hamburgo murieron de las inundaciones del mar del Norte de 1962. La «inundación del siglo", producida en 1976 y la inundación norteña de Frísia de 1981 trajeron los niveles más altos de agua que se han medido hasta la fecha en las costas del mar del Norte, pero debido a las defensas costeras construidas, como por ejemplo sistemas de alerta y mejora de los diques y otras modificaciones posteriores a la inundación de 1962, las inundaciones sólo provocaron daños a la propiedad.

### Tsunamis

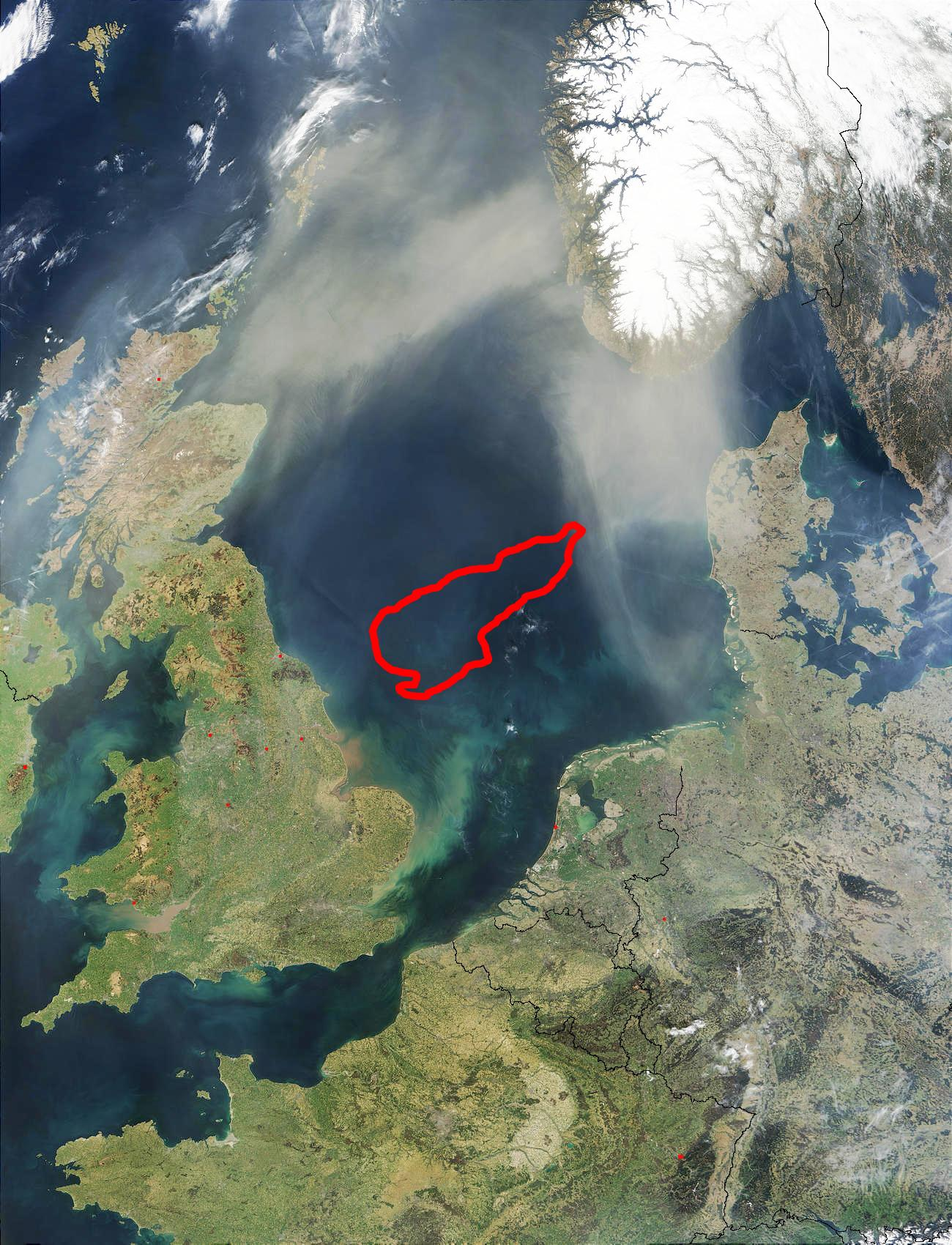
Localización del Dogger Bank, zona donde en 1931 se produjo un importante terremoto

Los desprendimientos de Storegga (Storegga Slide) fueron una serie de desprendimientos submarinos de tierra, en que un trozo de la plataforma continental de Noruega deslizó hacia el mar de Noruega. La inmensos desprendimientos que sucedieron entre los años 8150 a. C. y 6000 a. C., provocó un tsunami de hasta 20 metros de altura  que se extendió por el mar del Norte, y que tuvo un impacto más grande en Escocia y las Islas Feroe.
El terremoto del estrecho de Dover (o de Calais) de 1580 es uno de los terremotos de los cuales se tiene conocimiento en el mar del Norte, y midió entre 5,3 y 5,9 en la escala de Richter. Este acontecimiento causó grandes daños en Calais, tanto a través de sus temblores y dos tsunamis.
El terremoto más grande registrado en el Reino Unido fue el terremoto de 1931 en Dogger Bank, que midió 6,1 en la escala de Richter y provocó un tsunami que inundó partes de la costa británica.

## Geología

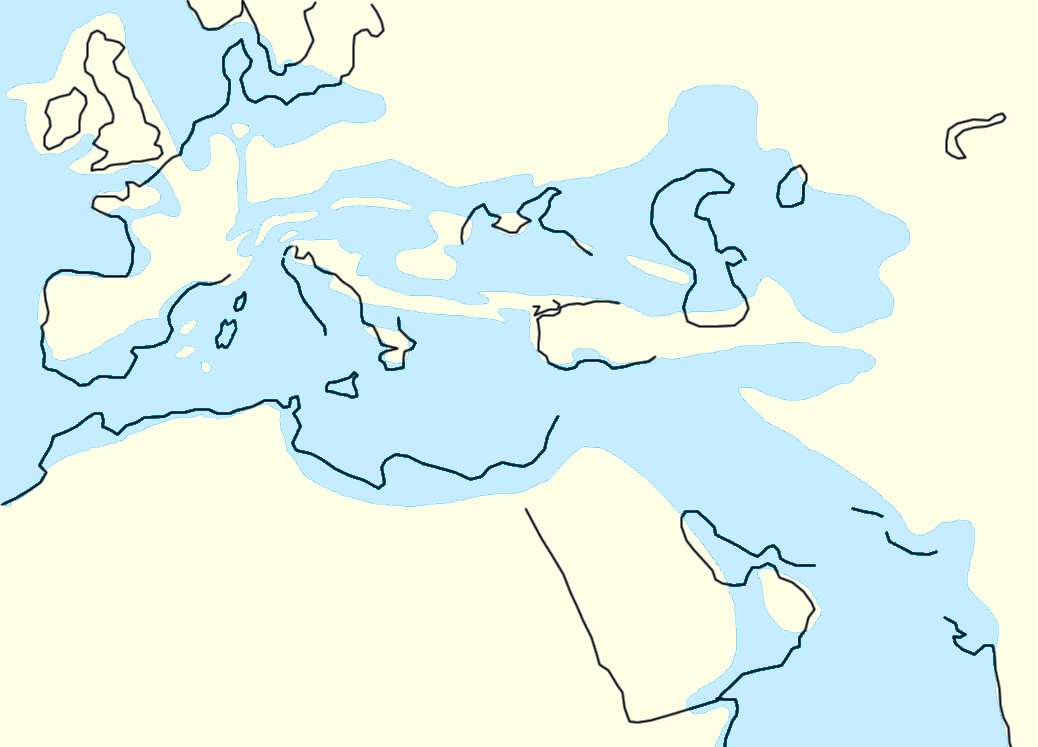
Masas de agua en Europa entre 34 y 28 millones de años antes de la nuestra era.

Mares epicontinentales poco profundos, como el actual mar del Norte han existido desde hace tiempo en la plataforma continental. La dislocación que formaban la parte septentrional del océano Atlántico durante los periodos Jurásico y Cretáceo, hace unos 150 millones, causó un movimiento tectónico que creó las islas británicas. Desde entonces, ha existido de forma permanente entre los cerros de Escandinavia y las islas británicas. Este precursor del actual mar del Norte ha crecido y se ha reducido con la subida y la caída del nivel del mar durante los diferentes periodos geológicos. A veces, estaba conectado con otros mares, como el Mar Paratetis, hoy desaparecido.
Durante el Cretáceo superior, hace alrededor de 85 millones de años, gran parte de la Europa continental moderna a excepción de Escandinavia era una dispersión de islas. En el oligoceno, hace entre 34 y 28 millones de años, la emersión de la Europa occidental y central había dejado casi completamente separados el mar del Norte y el Mar Tetis, que se redujo gradualmente a convertirse en el Mar Mediterráneo en el sur de Europa, y en tierra seca al sur de Asia Occidental. El mar del Norte estaba separado del Canal de la Mancha por un estrecho puente terrestre hasta que este fue inundado por al menos dos inundaciones catastróficas entre 450 000 y 180 000 años atrás. Desde el comienzo del periodo Cuaternario alrededor de 2,6 millones de años atrás, el nivel del mar eustático se ha reducido durante cada periodo glacial y, a continuación, ha subido de nuevo. Cada vez que la capa de hielo logró su mayor magnitud, el mar del Norte se secó casi completamente. La actual costa del mar del Norte se formó cuando, después del último pico de glaciación, durante la última época glacial 20 000 años atrás, cuando el mar empezó a inundar la plataforma continental europea. La costa de mar del Norte sufre todavía cambios a raíz de variaciones en el nivel del mar en todo el mundo, de movimientos tectónicos, de las mareas, de la erosión, la subida y la caída de los niveles del mar, la deriva de guijarros...

## Tráfico marítimo
El mar del Norte es muy importante para el tráfico marítimo. Algunos de los puertos más grandes del mundo se sitúan en sus costas o bien en las orillas de los ríos pocos kilómetros río arriba de su desembocadura (es el caso, por ejemplo, de Róterdam —tercer puerto del mundo—, Amberes, Hamburgo y Londres), o bien tienen un fácil acceso, como el de Ámsterdam, cosa que hace que disponga de rutas marítimas muy solicitadas. Es vital para el comercio de Europa Occidental.

### Puertos costeros principales
- Calais y Dunkerque en Francia;
- Ostende y Zeebrugge en Bélgica;
- Flesinga, Róterdam y Den Helder en los Países Bajos;
- Emden, Wilhelmshaven, Bremerhaven y Cuxhaven en Alemania;
- Esbjerg en Dinamarca;
- Oslo, Kristiansand, Stavanger y Bergen en Noruega;
- Aberdeen, Dundee y Edimburgo en Escocia (Gran Bretaña);
- Newcastle upon Tyne, Sunderland, Kingston upon Hull, Grimsby, Great Yarmouth, Lowestoft, Colchester, Southend-on-Sea y Dover en Inglaterra (Gran Bretaña);